# (2332) Kalm
(2332) Kalm (1940 GH) – planetoida z pasa głównego asteroid okrążająca Słońce w ciągu 5,39 lat w średniej odległości 3,07 au. Odkryta 4 kwietnia 1940 roku.